# Нігер на Чемпіонаті світу з водних видів спорту 2015
Нігер взяв участь у Чемпіонаті світу з водних видів спорту 2015, який пройшов у Казані (Росія) від 24 липня до 9 серпня.

## Плавання
Плавці Нігеру виконали кваліфікаційні нормативи в дисциплінах, які наведено в таблиці (не більш як 2 плавці на одну дисципліну за часом нормативу A, і не більш як 1 плавець на одну дисципліну за часом нормативу B):
Чоловіки
| Спортсмен       | Дисципліна          | Попередній заплив | Попередній заплив | Півфінал        | Півфінал        | Фінал           | Фінал           |
| Спортсмен       | Дисципліна          | Час               | Місце             | Час             | Місце           | Час             | Місце           |
| --------------- | ------------------- | ----------------- | ----------------- | --------------- | --------------- | --------------- | --------------- |
| Альбахір Муктар | 50 м вільним стилем | 27.57             | 101               | Завершив виступ | Завершив виступ | Завершив виступ | Завершив виступ |
| Альбахір Муктар | 50 м батерфляєм     | DNS               | DNS               | Завершив виступ | Завершив виступ | Завершив виступ | Завершив виступ |
| Алассане Сейду  | 50 м брасом         | 36.63             | 71                | Завершив виступ | Завершив виступ | Завершив виступ | Завершив виступ |
| Алассане Сейду  | 100 м брасом        | DNS               | DNS               | Завершив виступ | Завершив виступ | Завершив виступ | Завершив виступ |

Жінки
| Спортсменка    | Дисципліна          | Попередній заплив | Попередній заплив | Півфінал         | Півфінал         | Фінал            | Фінал            |
| Спортсменка    | Дисципліна          | Час               | Місце             | Час              | Місце            | Час              | Місце            |
| -------------- | ------------------- | ----------------- | ----------------- | ---------------- | ---------------- | ---------------- | ---------------- |
| Рукая Махамане | 50 м вільним стилем | 38.98             | 109               | Завершила виступ | Завершила виступ | Завершила виступ | Завершила виступ |
| Рукая Махамане | 50 м брасом         | 52.88             | 72                | Завершила виступ | Завершила виступ | Завершила виступ | Завершила виступ |